# Samsung Galaxy S5 Mini
Samsung Galaxy S5 mini – smartfon z serii Galaxy produkowany przez koreańską firmę Samsung. Jest to mniejsza wersja Galaxy S5.

## Specyfikacja techniczna
Galaxy S5 mini został wyposażony w procesor Samsung Exynos 3470 jest to czterordzeniowy procesor o taktowaniu 1,4 GHz na rdzeń. Urządzenie posiada 1,5 GB RAM oraz 16 GB pamięci wewnętrznej.

### Wyświetlacz
Galaxy S5 mini posiada wyświetlacz stworzony w technologii Super AMOLED, o przekątnej 4,5 cala i rozdzielczości 720 × 1280 pikseli, co daje zagęszczenie 326 pikseli na jeden cal wyświetlacza.

### Aparat fotograficzny
Aparat znajdujący się na tyle telefonu ma 8 Mpx, zaś przednia kamera ma rozdzielczość 2.1 Mpx.

### Akumulator
Akumulator litowo-jonowy ma pojemność 2100 mAh.

## Software
Galaxy S5 mini jest seryjnie wyposażona w system Android 4.4 KitKat.